# 童田明治
童田明治（わらべだ めいじー）は、ANYCOLOR株式会社が運営するにじさんじに所属していたバーチャルライバー。キャラクターデザインは萌木雄太が担当した。

## 来歴
2019年1月8日に活動を開始した。
デビュー時からLive2Dを用いたアプリ「にじさんじ」を用いて配信を行っている。2020年2月に行われた「にじさんじ JAPAN TOUR 2020 Shout in the Rainbow! 札幌公演」にて3Dモデルが初披露された。
2020年1月に音楽ユニット「Rain Drops」の1人としても活動を始めることが発表され、5月のミニアルバム「シナスタジア」の発売とともにメジャーデビューした。
2022年4月30日ににじさんじとRain Dropsを卒業することを発表している。
2022年4月30日をもって卒業した。

### 年表
2019年
- 1月8日、にじさんじ公式サイト及び公式Twitterにて発表。また、Twitterアカウントで初投稿をし活動開始[7]。
- 1月10日、YouTubeで初配信。
- 1月24日、YouTubeの収益化審査通過を配信で発表。
- 3月26日、YouTubeのチャンネル登録者数5万人突破をTwitterで発表[8]。
- 8月1日、新衣装を配信で発表。
- 8月26日、YouTubeのチャンネル登録者数10万人突破をTwitterで発表[9]。
- 8月27日、bilibiliで初配信。
- 9月2日、夏衣装を配信で発表。

2020年
- 1月23日、にじさんじ公式放送内にて、ユニバーサルミュージックのレーベル「Virgin Music」よりメジャーデビュー予定のユニット「Rain Drops」メンバーの1人であることが発表された[5]。
- 2月9日、にじさんじ JAPAN TOUR 2020 Shout in the Rainbow! 札幌公演にて3Dモデル発表[4]。
- 2月15日、YouTubeのチャンネル登録者数が配信中に15万人突破する。
- 10月21日より、体調不良を理由に配信活動を休止する[10][信頼性要検証]。

2021年
- 4月12日、配信活動を再開する[10]。

2022年
- 3月31日、Rain Drops公式サイト及び公式Twitterにて、同年4月30日をもってにじさんじとRain Dropsを卒業することを発表[6][11]。

- 4月30日、にじさんじを卒業した。

## 人物
11歳の小学5年生で、挨拶に「がぶがぶ〜」をよく用いる。
多くの人に自分の歌を聞いてもらいたいという思いと、現在同じくにじさんじに所属する月ノ美兎のことが好きであったことからバーチャルライバーになることを考え、周囲の後押しを受けてオーディションに応募、デビューに至った。
アニメソング、その中でも田村ゆかりややなぎなぎといった女性ボーカルの楽曲を好んでよく聞くという。

## 出演

### ラジオ
- にじさんじpresentsだいたいにじさんじのらじお（2019年11月3日）[14] - 静凛と共演

### にじさんじ公式番組
- にじさんじMIX UP!!（2019年3月25日）[15]
- にじさんじ みっくすあっぷ Season2（2019年10月31日）[16]
- にじさんじのハッピーアワー!!（2019年12月3日）[17]

### イベント
- KLab Creative Fes’19（2019年8月4日）[18]
- ニコニコ町会議全国ツアー2019 名古屋サブカル夏祭り[19]（2019年9月7日、名古屋城）- 静凛、渋谷ハジメと共演
- VtuberLand2019 にじさんじウィーク ホールイベント第2部（2019年10月26日、よみうりランド日テレらんらんホール）[20] - 夢追翔、物述有栖、御伽原江良と共演
- にじさんじ JAPAN TOUR 2020 Shout in the Rainbow! 札幌公演（2020年2月9日）[4]
- にじさんじ Anniversary Festival 2021（2021年2月28日 東京ビッグサイト）[21]

## タイアップ・コラボレーション
- DMMスクラッチ　にじさんじ スクラッチ[22]
- タカラトミー にじさんじWIXOSS[23]

## ディスコグラフィ

### 参加作品
| 発売日        | 商品名            | 歌 | 楽曲                 | 備考 |
| ------------- | ----------------- | --- | -------------------- | ---- |
| 2019年11月2日 | IMAGINATION vol.2 | 童田明治 | 「ハナミズキ」       |      |
| 2019年11月2日 | IMAGINATION vol.2 | 童田明治、獅子神レオナ                                                                                         | 「小さな恋のうた」   |      |
| 2019年11月2日 | IMAGINATION vol.2 | ピンキーポップヘップバーン、花鋏キョウ、獅子神レオナ、AZKi、御伽原江良、童田明治、エルセとさめのぽき、戌亥とこ | 「帰りたくなったよ」 |      |
| 2020年3月18日 | SMASH The PAINT!! | 御伽原江良、童田明治                                                                                           | 「1+1でQ.E.D.!!」    |      |